# دهستان گورک نعلین
دهستان گورک نعلین، یکی از دهستان‌های بخش مرکزی شهرستان میرآباد در استان آذربایجان غربی ایران است. مرکز این دهستان، روستای موسالان است.

## جمعیت
بر پایه سرشماری عمومی نفوس و مسکن در سال ۱۳۹۵، جمعیت دهستان گورک نعلین برابر با ۳٬۷۴۰ نفر بوده‌است.